# Kate Bisschop-Swift
Catharina Seaton Foreman Bisschop-Veloz, conocida como Kate (Londres, 6 de abril de 1834- La Haya, 16 de mayo de 1928) fue una pintora neerlandesa de origen inglés, conocida principalmente por sus escenas domésticas y naturalezas muertas.

## Biografía
Ella fue en gran parte autodidacta. A finales de la década de 1860, tomó algunas lecciones del pintor holandés, Christoffel Bisschop. Estos se casaron en enero de 1869, y se trasladaron a vivir a los Países Bajos. Habitaron en Scheveningen en una villa llamada "Frisia", a pesar de que trabajaron mayoritariamente en Leeuwarden.
En 1874, junto con Gerardina Jacoba van de Sande Bakhuyzen, Sientje van Houten y Margaretha Roosenboom, pintaron el Haagse weeskinderen, como regalo para la reina Sofía de Wurtemberg con ocasión del 25º aniversario de Sofía y su marido el rey Guillermo III de los Países Bajos. Dos años más tarde, fue un cofundadora del Hollandsche Teekenmaatschappij; exhibiendo regularmente en La Haya, así como en el Museo Stedelijk.
Su marido falleció en 1904. Ella fue nombrada miembro honorario de lal Real Frisian Sociedad for History and Culture en 1914. Después de su muerte, sus trabajos restantes y sus pertenencias fueron transferidas desde su villa al Museo Fries. Entre todos los objetos se incluía una gran selección de las joyas que se le habían donado por varios soberanos europeos.

## Galería

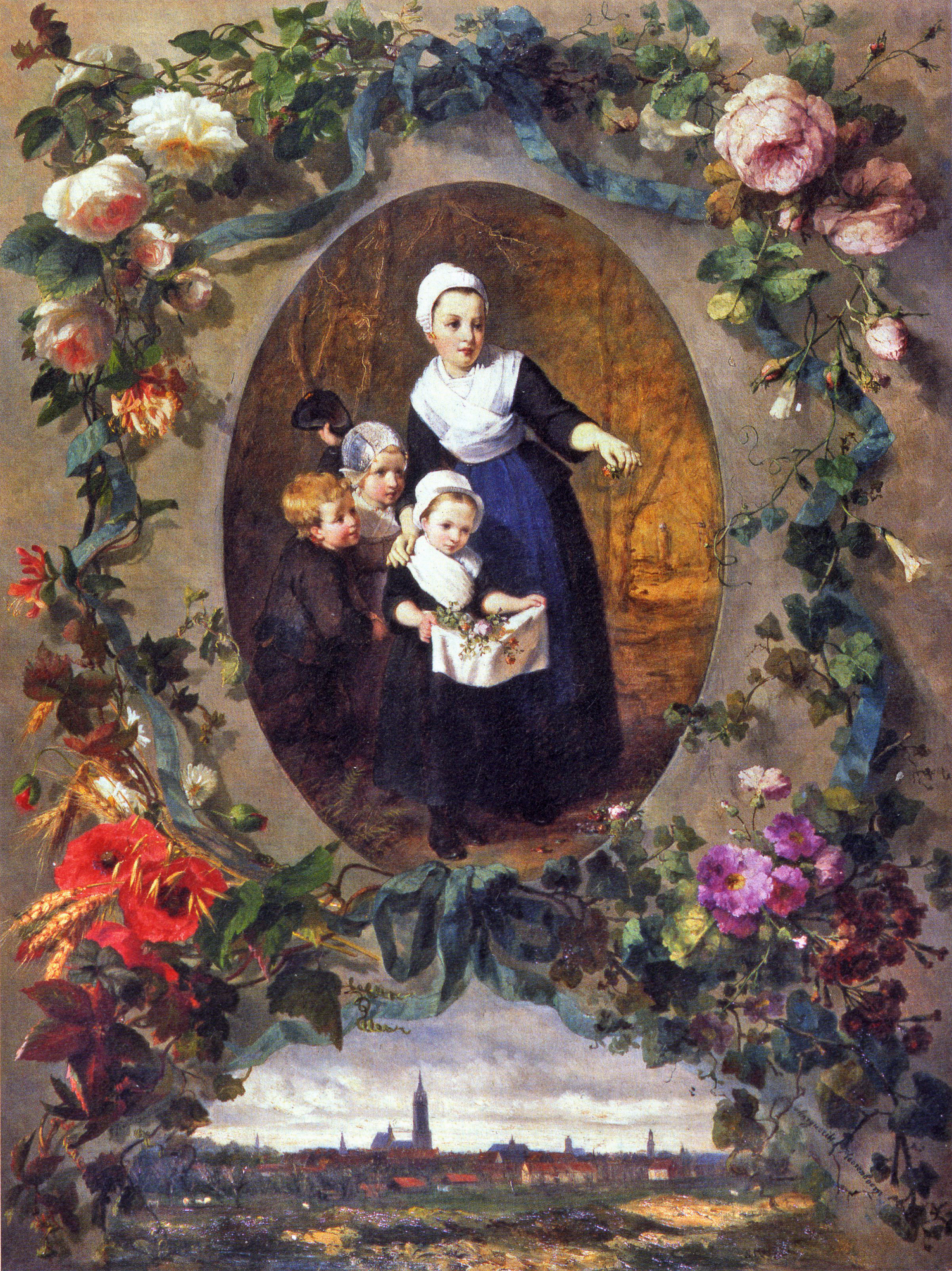
Los huérfanos de La Haya
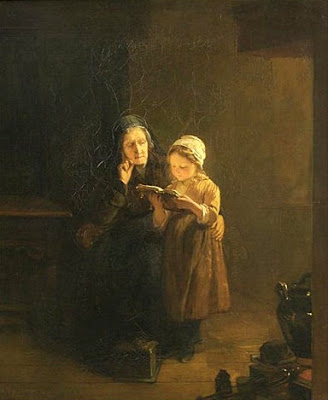
Mujer vieja con niño
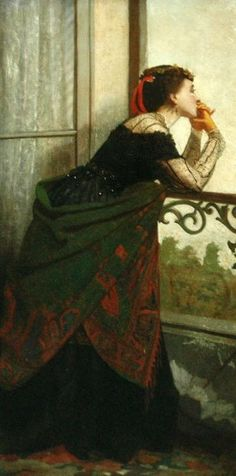
En el balcón
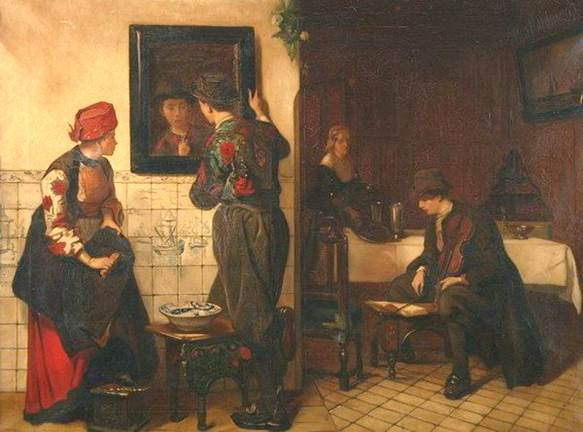
Interior holandés con cuatro figuras
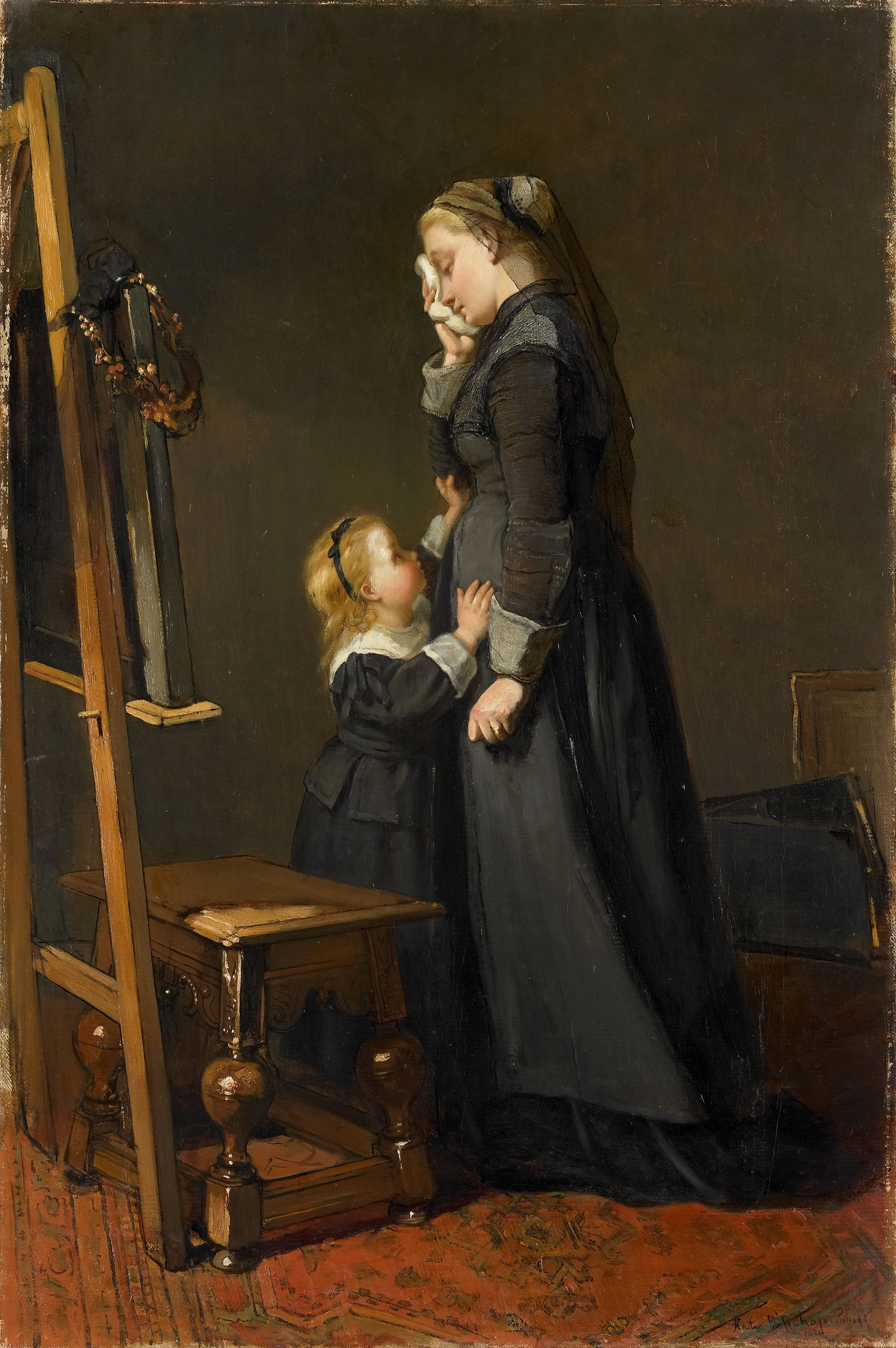
La viuda del pintor